# Idealgarbe
Eine Idealgarbe, ein mathematischer Begriff, ist eine spezielle Untergarbe einer Garbe von Ringen. Der Begriff ist in der algebraischen Geometrie von Bedeutung und hängt mit der Definition von abgeschlossenem Unterschema zusammen.

## Definition
Sei {\displaystyle X} ein topologischer Raum und {\displaystyle {\mathcal {A}}} eine Garbe von Ringen auf {\displaystyle X}. Man spricht auch von einem geringten Raum {\displaystyle (X,{\mathcal {A}})}. Hierbei setzen wir nicht voraus, dass {\displaystyle {\mathcal {A}}} kommutativ ist. Eine linksseitige (rechtsseitige, zweiseitige) Idealgarbe von {\displaystyle {\mathcal {A}}}, man sagt auch einfach Ideal von {\displaystyle {\mathcal {A}}}, ist eine Untergarbe {\displaystyle {\mathcal {I}}\subset {\mathcal {A}}}, sodass für alle offenen Teilmengen {\displaystyle U\subset X} die Teilmenge {\displaystyle {\mathcal {I}}(U)\subset {\mathcal {A}}(U)} ein linksseitiges (rechtsseitiges, zweiseitiges) Ideal von {\displaystyle {\mathcal {A}}(U)} ist.
Analog definiert man Idealgarben von Garben von Ringen auf einem Situs.

## Beispiel
Sei {\displaystyle X} ein Schema mit Strukturgarbe {\displaystyle {\mathcal {O}}_{X}}. Dann gibt es eine natürliche Entsprechung von quasikohärenten Idealgarben von {\displaystyle {\mathcal {O}}_{X}} und abgeschlossenen Unterschemata von {\displaystyle X}. Letztere können als Isomorphieklassen von abgeschlossenen Immersionen {\displaystyle \iota \colon Y\to X} definiert werden. Je nach Definition von abgeschlossener Immersion folgt diese Entsprechung direkt aus der Definition.